# District de Bảo Lâm
Bảo Lâm est un district rural de la province de Lâm Đồng dans la région des hauts plateaux des montagnes centrales du Vietnam.

## Présentation
Le district a une superficie de 1 457 km². 
Le chef-lieu du district est Lộc Thắng.